# Margreid
Margreid an der Weinstraße ([marˈgraɪ̯t]; italienisch Magrè sulla Strada del Vino) ist eine italienische Gemeinde mit 1336 Einwohnern (Stand 31. Dezember 2023) im Südtiroler Unterland.
Das bauliche Erscheinungsbild des Ortes lässt dessen bäuerlich bestimmtes Gepräge erkennen. Noch heute spielen Obst- und Weinbau im von der Südtiroler Weinstraße durchquerten Margreid eine bedeutende Rolle.

## Geographie

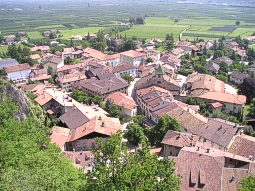
Ansicht des Ortskerns von Margreid

Die Gemeinde Margreid, insgesamt 13,86 km² groß, liegt ungefähr gleich weit von Bozen und Trient entfernt im Unterland, einem Abschnitt des Etschtals im Süden Südtirols. Das Gemeindezentrum (210–240 m s.l.m.) befindet sich auf der westlichen, orografisch rechten Talseite auf dem flachen Schwemmkegel des Fenner Bachs. Der zu Margreid gehörende Abschnitt der Talsohle erstreckt sich bis zur Etsch und grenzt an die Gebiete der Nachbargemeinden Neumarkt, Kurtatsch, Kurtinig, Salurn sowie Roveré della Luna.
Unmittelbar südwestlich des Gemeindezentrums erhebt sich der Fennberg, ein dem Mendelkamm (Teil der Nonsberggruppe) vorgelagerter Plateauberg. Der Fennberg, der südöstlich gegenüberliegende Geier sowie die Salurner Klause sind die Südgrenze Südtirols zum Trentino und damit zugleich des deutschen zum italienischen Sprachraum. Während die nördliche Hälfte des Fennberger Hochplateaus zu Kurtatsch gehört, befindet sich der Südteil mit den verstreuten Höfen von Unterfennberg und dem Fennberger See (1034 m) auf dem Gemeindegebiet von Margreid.

## Geschichte
Margreid wird ersturkundlich im Jahr 1181 in der latinisierten Form Magretum erwähnt. Der Name entwickelte sich über Magre (1215), Margrid und Margreit (1292) zum heutigen Margreid (ab 1409). Er kann auf lateinisch *maceretum ‚Magerwiesen‘ zurückgehen.
Der erste schriftliche Eintrag zur Margreider Pfarrkirche stammt aus dem Jahr 1343, 1370 wird dieselbe erweitert. 1513/14 wurde der Turm der Pfarrkirche um zwei Stockwerke erhöht, 1526/30 wurden die reich verzierten „Löffler“-Glocken gegossen, von denen heute nur mehr die große Glocke im Turm hängt. Noch zu Beginn des 16. Jahrhunderts wurden in der alten Pfarrkirche Stilformen der süddeutschen Gotik gepflogen, wenig später beeinflusste die Renaissance aus dem Süden den Baustil. Die heutige Pfarrkirche von Margreid wurde 1681 gebaut, da der Vorgängerbau der wachsenden Gemeinde zu wenig Platz bot (die gotische Kirche wurde abgerissen, die Pfarrkirche der Hl. Gertraud geweiht). Im Jahr 1612 wurde der Pfarrsitz von St. Florian, der jenseits der Etsch lag (heute Gemeinde Neumarkt), nach Margreid verlegt. 1774 wurde unter Leitung von Ing. v. Zallinger der Talboden entsumpft und fruchtbar gemacht. 1779 wurden Margreid und Kurtatsch gerichtlich mit Tramin vereinigt und den Grafen Zenobio zu Lehen gegeben.
Im Jahr 1895 wird in Margreid Karl Felderer, der Liedtexter des Bozner Bergsteigerliedes, geboren. 1968 wurde der Gemeinde das Wappen verliehen: Die Schildfarben entsprechen dem Wappen des einstmals ansässigen Geschlechts „Ob der Platten“, das Horn scheint bereits im Gemeindesiegel von 1780 auf.
Die Schutzpatronin von Margreid ist die Hl. Gertraud, dementsprechend fällt der Kirchweihtag auf den 17. März.
Margreid gehörte bis zum Ende des Ersten Weltkriegs zur Grafschaft Tirol und damit zu Österreich-Ungarn. Innerhalb Tirols war Margreid bis 1913 dem Gerichtsbezirk Kaltern zugeordnet, anschließend dem Gerichtsbezirk Neumarkt; beide waren wiederum Teil des Bezirks Bozen. Mit dem Vertrag von Saint-Germain kam Margreid 1920 zusammen mit dem Großteil Tirols südlich des Alpenhauptkamms zu Italien. Als 1927 auf diesen ehemals österreichischen Gebieten die beiden Provinzen Bozen und Trient entstanden, wurde Margreid wie auch einige andere umliegende Gemeinden der mehrheitlich italienischsprachigen Provinz Trient zugeschlagen. Erst 1948 wurde Margreid in die Provinz Bozen bzw. Südtirol eingegliedert.
Seit 1952, als das 1928 gleichzeitig mit Unterfennberg der Gemeinde Margreid zugeschlagene Kurtinig wieder selbstständig wurde, hat die Gemeinde ihren heutigen Umfang. Seit 1971 trägt sie den werblichen Zusatz „an der Weinstraße“ im amtlichen Namen.

## Politik
Bürgermeister seit 1952:
- Emil Ranigler: 1952–1957
- Alois Barcatta: 1957–1967
- Alois Cavos: 1967–1977
- Kurt Pfaffstaller: 1977–1980
- Arnold Stimpfl: 1980–2000
- Johann Puntscher: 2000–2005
- Theresia Degasperi: 2005–2020
- Andreas Bonell: seit 2020

## Bevölkerung

### Sprachgruppen
Margreid ist gemäß den erhobenen Sprachgruppenzugehörigkeitserklärungen bzw. Sprachgruppenzuordnungserklärungen eine mehrheitlich deutschsprachige Gemeinde. Als Berechnungsgrundlage der folgenden Prozentwerte wurden die gültigen Erklärungen von Personen mit italienischer Staatsbürgerschaft herangezogen.
| Sprache     | 1981    | 1991    | 2001    | 2011    | 2024    |
| ----------- | ------- | ------- | ------- | ------- | ------- |
| Deutsch     | 79,05 % | 83,23 % | 83,49 % | 84,33 % | 83,38 % |
| Italienisch | 20,63 % | 16,36 % | 15,96 % | 15,22 % | 16,35 % |
| Ladinisch   | 0,32 %  | 0,41 %  | 0,56 %  | 0,45 %  | 0,27 %  |

## Bildung
In Margreid gibt es eine deutschsprachige Grundschule. Diese ist dem Schulsprengel der Nachbargemeinde Neumarkt angeschlossen. Die Schule befindet sich im Salvadori-Palais, einem ehemaligen Anwesen der Gräfin Adele Crivelli. Das herrschaftliche Palais aus dem Jahr 1770 wurde mit finanzieller Unterstützung der Provinz Bozen zum Schulhaus umgebaut.

## Fremdenverkehr
Obwohl der Fremdenverkehr in Südtirol nunmehr einer der wichtigsten Wirtschaftszweige ist, konnte er sich in Margreid nie richtig durchsetzen. In den letzten Jahren musste sogar eine leichte Abnahme sowohl bei der Anzahl der Betten als auch bei den Ankünften verzeichnet werden. Die Verschlechterung des Fremdenverkehrsaufkommens ist aber wahrscheinlich nicht nur auf die begrenzte Anzahl von gewerblichen Betrieben, sondern vor allem auf ein zu geringes Angebot an Privatzimmern sowie auf die ungenügende Ausstattung mit touristischen Infrastrukturen zurückzuführen.

## Sehenswürdigkeiten
Die Lage an der Sprachgrenze bedingt auch südliche Stileinflüsse in der Architektur – geschwungene Gassen, Torbögen und Bauten sowie gotische Erker, sieben steinerne Dorfbrunnen und steingerahmte Rundbogenfenster mit schmiedeeisernen Gittern verdeutlichen dies. Die älteste datierte Weinrebe Europas (1601) beim Augustin-Haus in der Grafengasse trägt noch immer Früchte. Sie ist als Naturdenkmal ausgewiesen.

### Bauwerke
- Geburtshaus von Karl Felderer, Liedtexter des Südtiroler Heimatliedes „Wohl ist die Welt so groß und weit“
- Pfarrkirche St. Gertraud: Der Kirchturm und das Kirchenschiff sind durch die Pfarrgasse voneinander getrennt.[11]

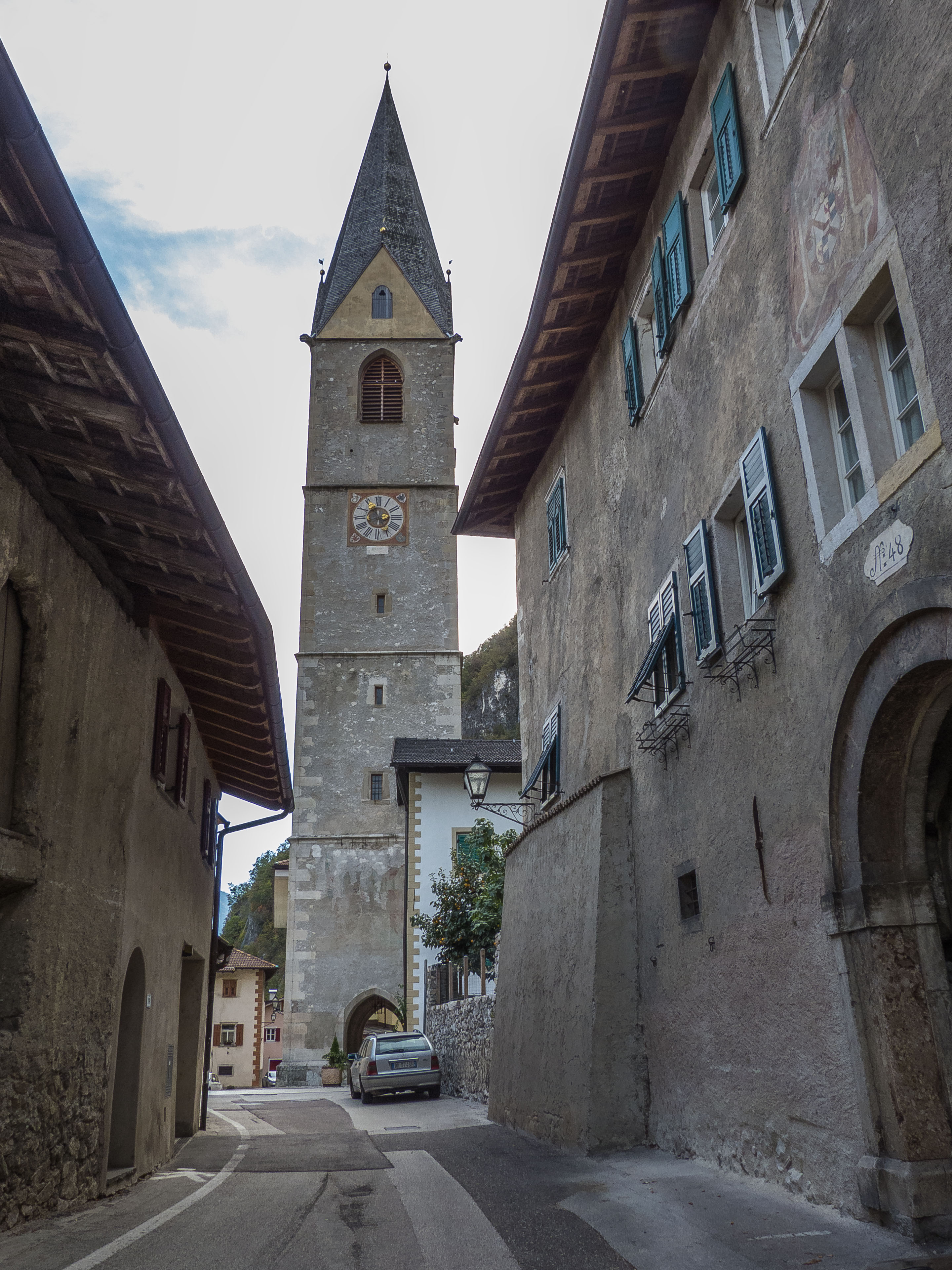
Kirchturm der Pfarrkirche
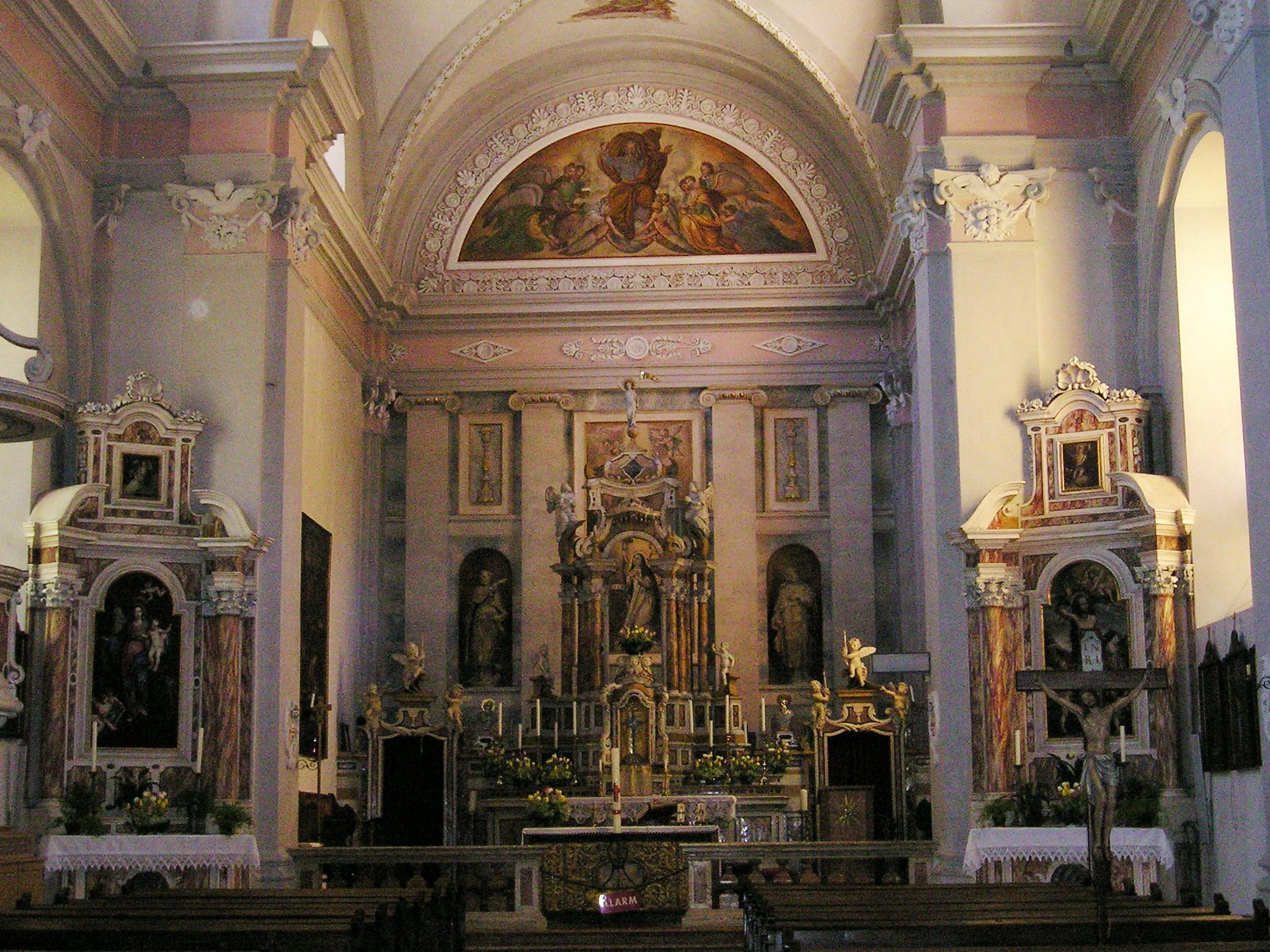
Innenraum der Pfarrkirche
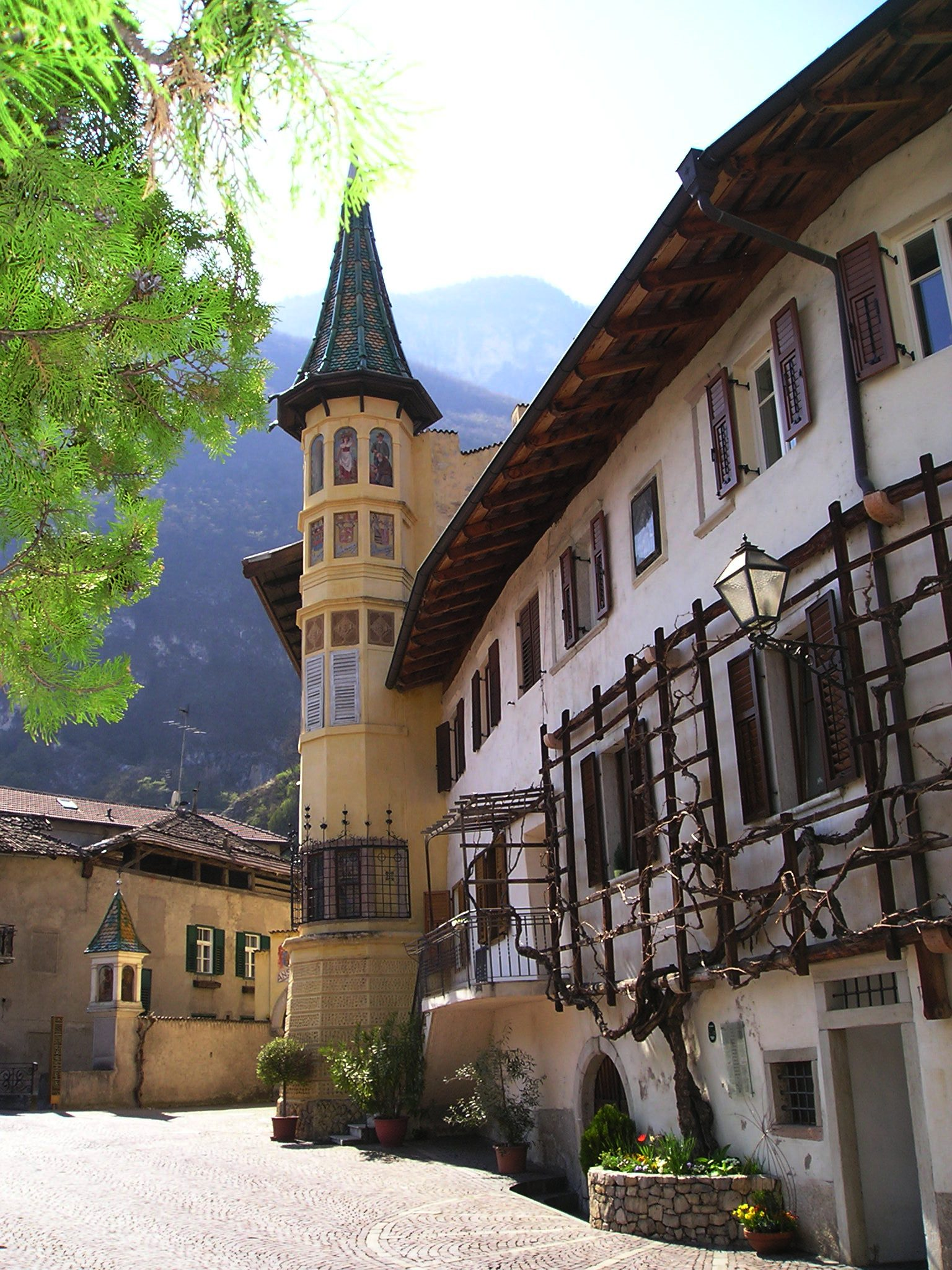
Anwesen in Margreid mit der Urrebe
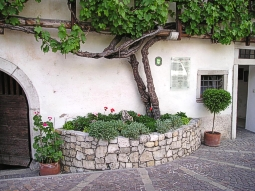
Margreider Urrebe
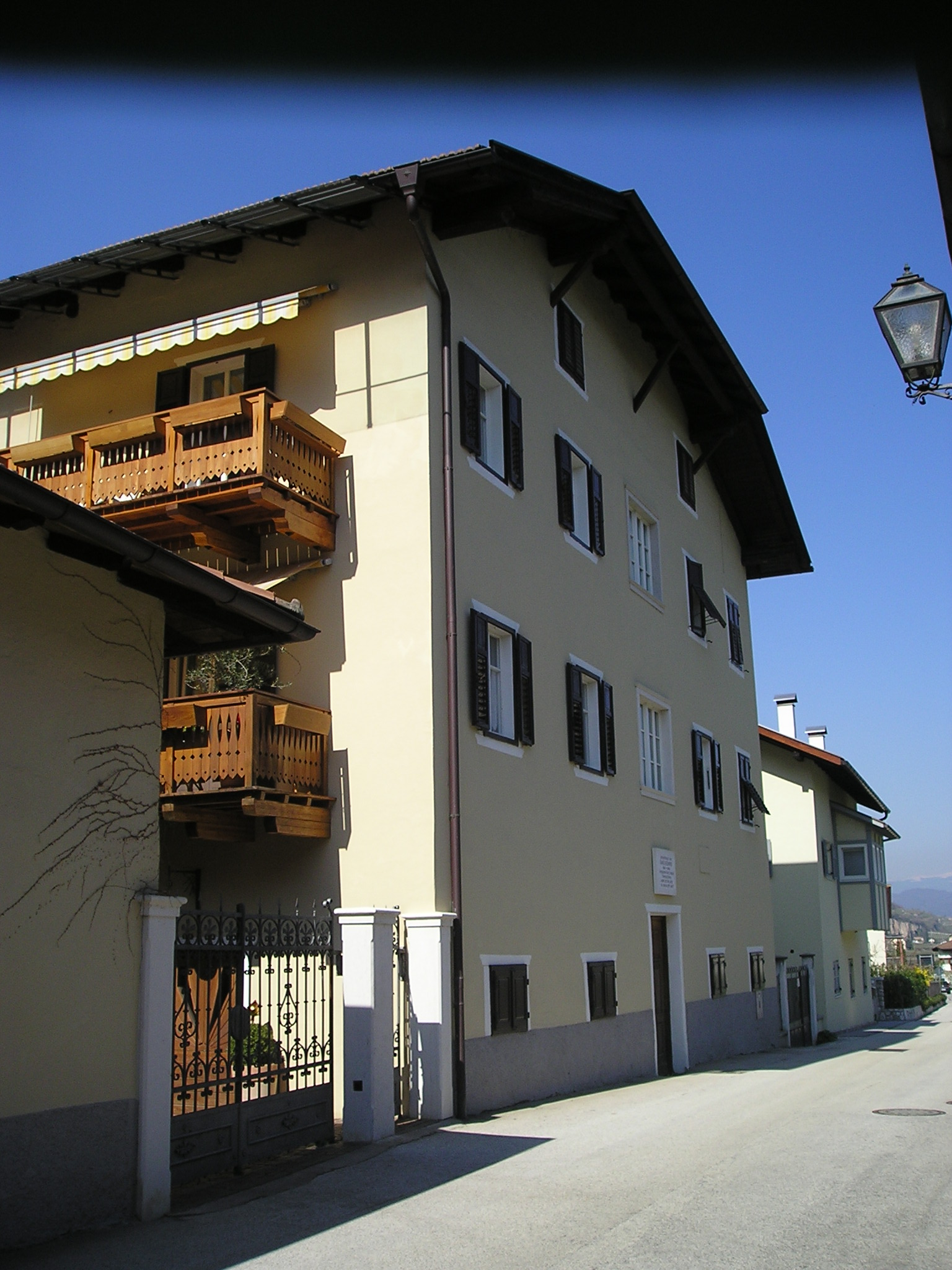
Das Geburtshaus von Karl Felderer
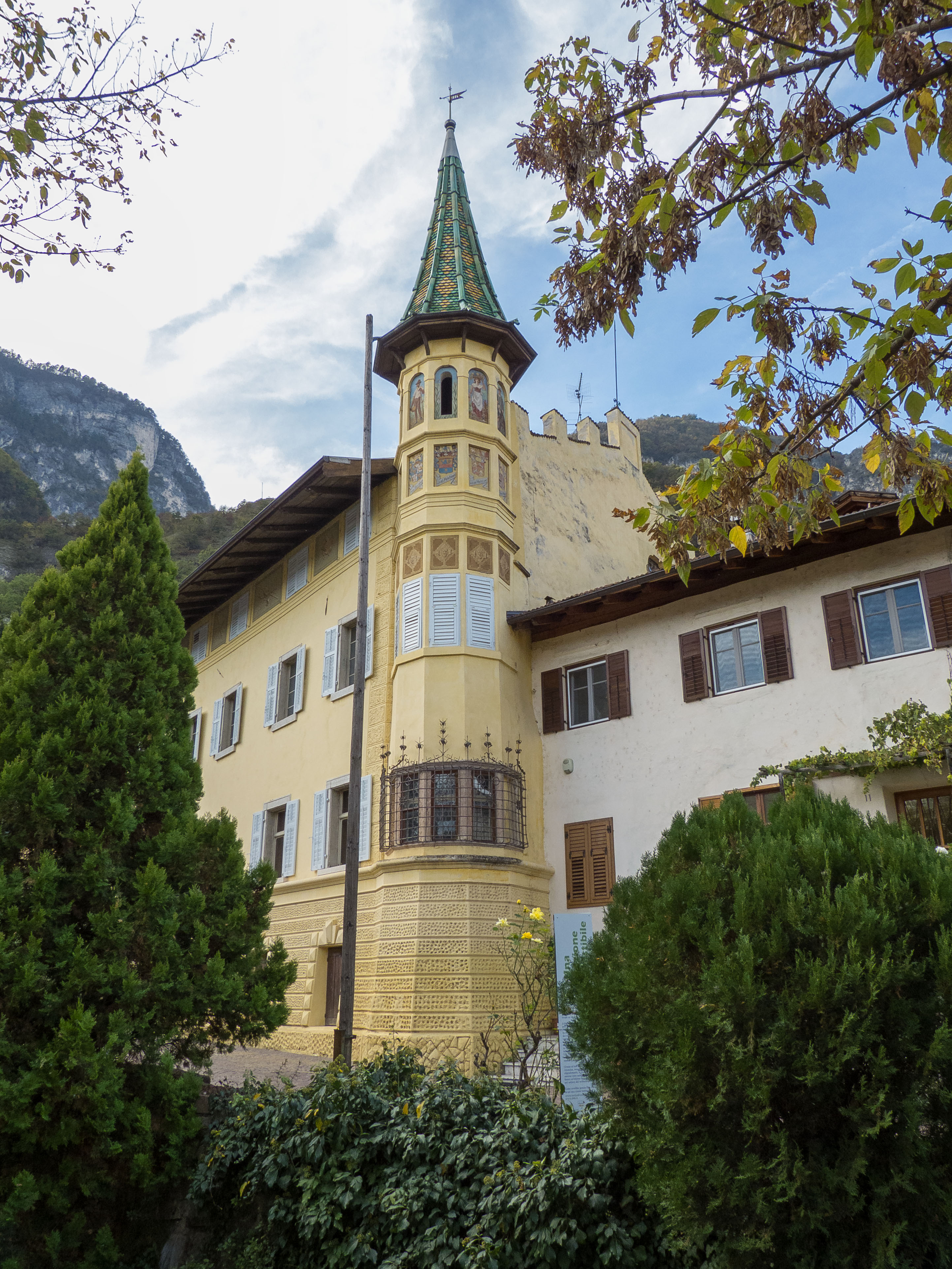
Ansitz Löwengang in Margreid
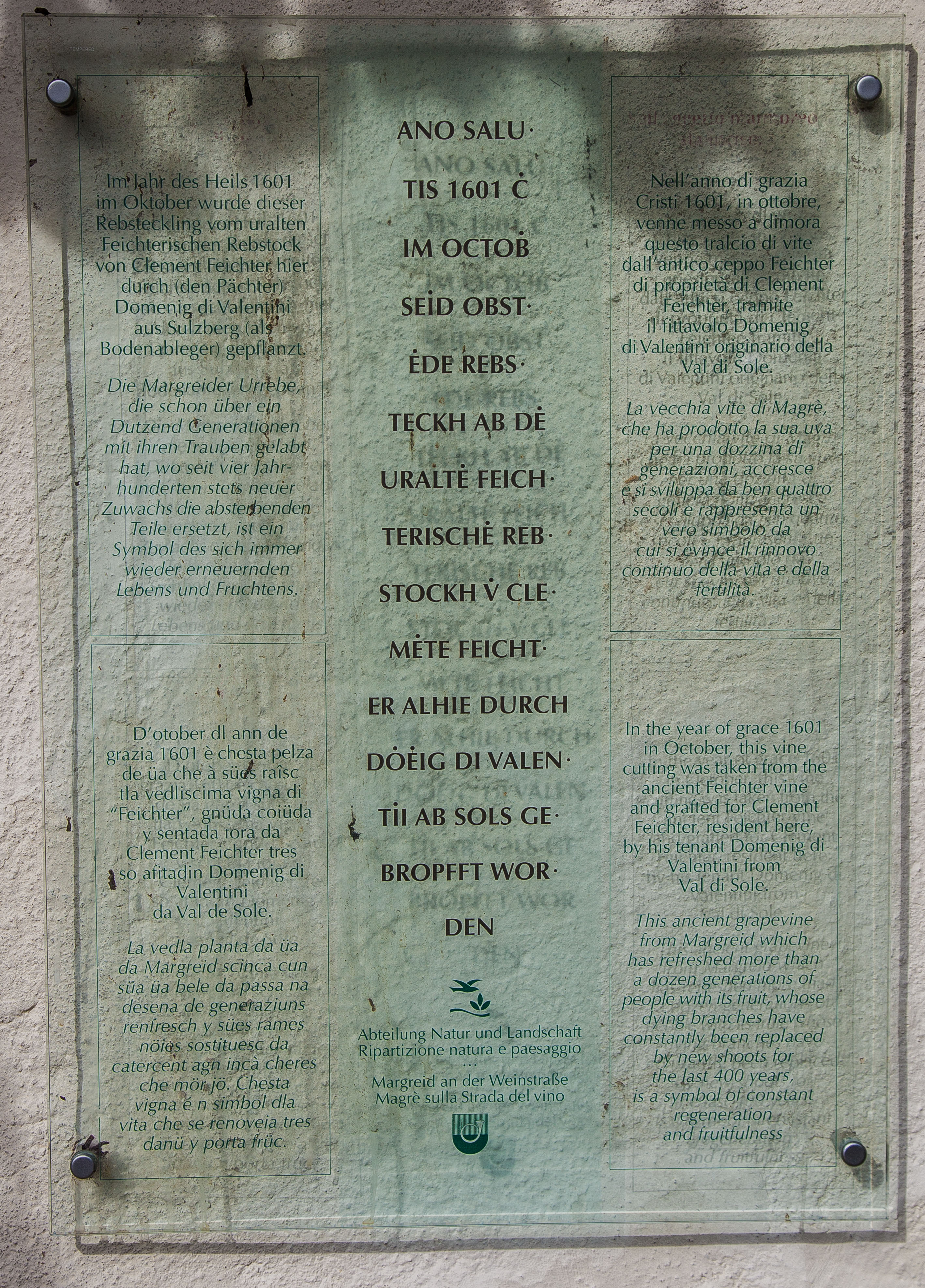
Beschreibung der Margreider Urrebe von 1601
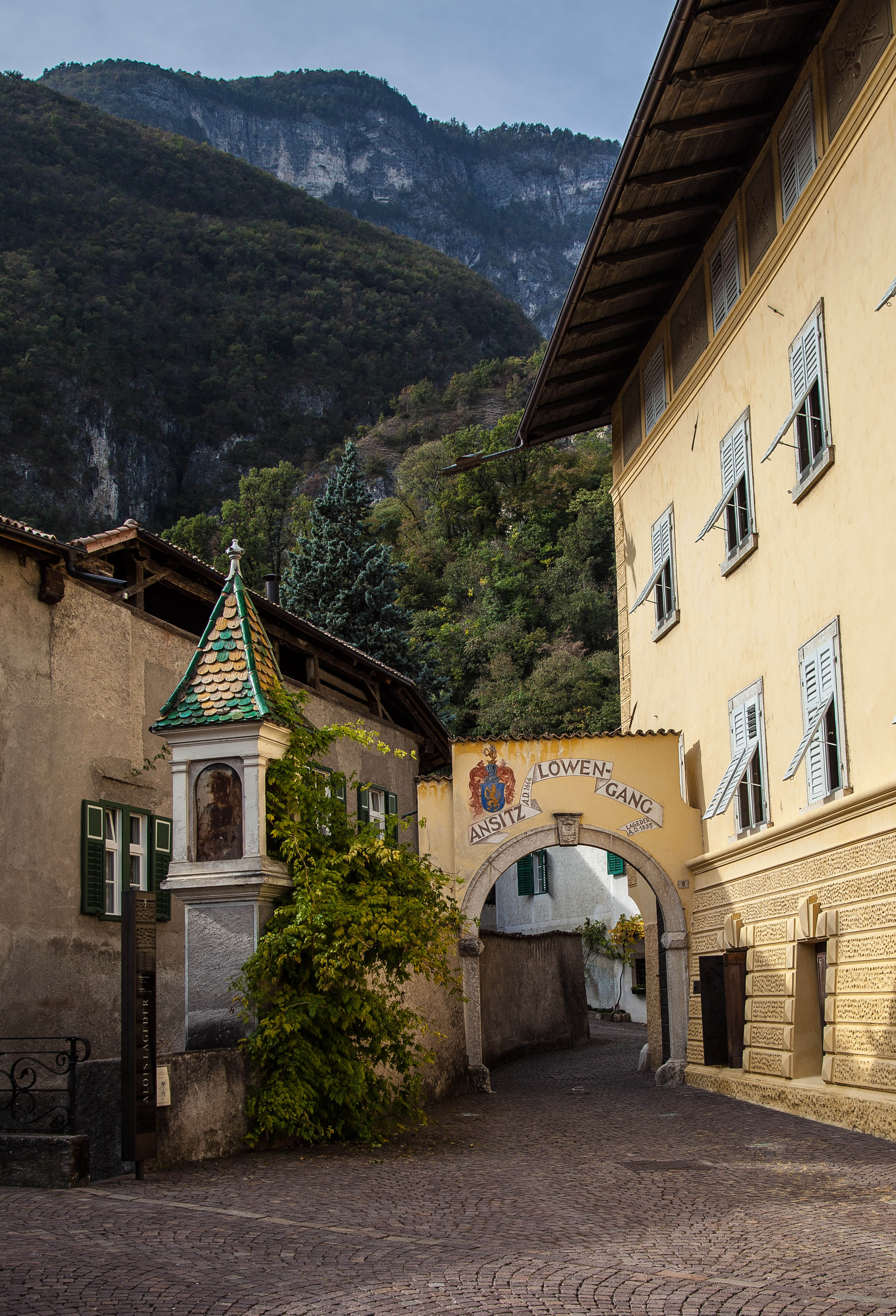
Ansitz Löwengang in Margreid – Südtiroler Weinstraße

## Verkehr
Für den Kraftverkehr ist Margreid in erster Linie durch die Weinstraße und die Bahnhofstraße erschlossen, die nahe am Dorfzentrum vorbeiführen. Wo das Gemeindegebiet an die Etsch heranreicht, wird es von der A22 durchquert. Parallel zur Autobahn verläuft dort die Brennerbahn, die am Bahnhof Margreid-Kurtatsch eine Zugangsstelle bietet.

## Persönlichkeiten
- Franz Philipp Fenner von Fenneberg (1759–1824), Feldmarschalleutnant
- Karl Anrather (1861–1893), Akademischer Kunstmaler
- Gilbert Heidegger (1872–1956), Landschaftsmaler
- Karl Felderer (1895–1989), Liedtexter des Bozner Bergsteigerliedes
- Angela Nikoletti (1905–1930), Lehrerin in den Katakombenschulen
- Giuseppe Gozzer (1914–1945), in Hersbruck erschossener kommunistischer Widerstandskämpfer
- Günther Andergassen (1930–2016), Komponist